# 北秦州
北秦州是五胡十六国中夏国，南北朝西魏的州。
夏国昌武元年（418年）在武功（今陕西省武功县西）设置北秦州，下辖始平郡（今陕西省兴平市东南）。承光二年（426年）地入北魏，胜光元年（428年），夏国收复。胜光三年（430年）北魏夺取后。废除北秦州。
西魏初再置北秦州，治所在安阳郡安阳县（今甘肃省秦安县北安伏乡莲花城）。辖境相当今甘肃秦安县北部，通渭县、张家川等县部分地区。辖二县：安阳县，今秦安中北部。乌水县，今秦安东北部，县治即今秦安县城东十里的古城。西魏废帝三年（554年）改北秦州为交州。隋朝时州、郡并废，乌水县并入长川县。